# Контрольний список

Приклад контрольного списку

Контрольний список (англ. Checklist, зустр. також переклад як контрольний перелік та англіцизм чекліст)— елементи, зведені в список для зручності порівняння або для забезпечення виконання пов'язаних з ними дій. Прикладом може служити перелік елементів для інспекції, що складається під час планування якості й використовується у процесі контролю якості. Іншими словами це список пунктів (назв або завдань), що перевіряються або ж беруться до уваги.

## Приклади використання
- використовується у авіації перед зльотом і посадкою
- використовується у медичній практиці, щоб переконатися що всі необхідні дії були здійснені. Щоправда, тут є певні обмеження і застереження, щодо його використання при наданні швидкої допомоги та при хірургічних втручаннях[2].
- використовується у інженерії (зокрема у програмуванні) для контролю якості продукту, перевірки на відповідність вимог, тощо.
- використовується у судовій практиці
- використовується деякими інвесторами у їхньому інвестиційному процесі
- використовується в ресторанному господарстві [3]

## Формат

#### Чеклісти можуть бути двох типів, таких як
- паперові;
- електронні.

Паперові чеклісти є менш зручними, ніж електронні у зв’язку з тим, що в них досить важко розібратися. До того ж вони не дозволяють зібрати всі дані в єдину систему та швидко їх проаналізувати, щоб зробити певні висновки за період часу.  При створенні чеклістів потрібно розуміти, який саме процес вам потрібно перевірити чи проаналізувати. Списки контрольних пунктів можуть бути як комплексними, так і вузьконаправленими – для оцінки роботи винятково офіціантів, кухарів, барменів чи управляючих, для створення звітів щодо санітарного стану приміщень, функціонування виробничого обладнання, системи охорони праці тощо. Залежно від формату закладу в чеклістах можуть бути певні специфічні пункти, проте більшість з них все ж є універсальними для всіх закладів ресторанного господарства .
Контрольний список найчастіше представляється як список із місцями для галочок (ліворуч або ж праворуч тексту). Якщо певний пункт перевірений (наприклад, завдання виконане, річ на місці тощо), то ставиться відповідна позначка.
Проте не всі контрольні списки мають місця для позначок. Так авіаційний контрольний список має лише розділені пунктирними лініями пункти, оскільки він призначений для перевірки пунктів вголос та повторного використання.

## Застереження
Надмірна залежність від контрольного списку може знизити продуктивність у критичних, залежних від часу ситуаціях, наприклад, при наданні негайної медичної допомоги. Контрольний список не повинен замінювати здоровий глузд. Інтенсивне навчання із вивченням списку напам'ять може покращити техніку виконання певної роботи.